# Camilo García de Polavieja y del Castillo
Camilo García de Polavieja y del Castillo (castellà: Camilo García de Polavieja)  (Madrid, 13 de juliol de 1838 - Madrid, 15 de gener de 1914) fou un militar i polític espanyol, de sobrenom «el general cristià» a causa de la seva religiositat. En el terreny militar va ser qualificat com un gran estrateg i fou considerat, al costat de Joaquín Costa, un dels més notables regeneracionistes —en el cas de Polavieja de caràcter conservador— d'Espanya. La seva carrera política es va caracteritzar pel respecte a la monarquia —va gaudir d'una bona relació amb la regent Maria Cristina d'Habsburg-Lorena, així com va tenir certa proximitat amb els sectors més catòlics i conservadors del país— i pel seu intent d'impulsar canvis a Espanya, immersa en una greu crisi pel punt final de l'imperi colonial. Els suports que va rebre en la seva tornada a la península després dels seus èxits militars a Cuba i Filipines es van aglutinar en un moviment conegut com a «polaviejisme», que s'ha arribat a comparar amb el boulangisme francès. Fou considerat un home de caràcter «enèrgic». Participà en la Guerra del Rif, la Tercera Guerra Carlina, la Guerra dels Deu Anys, la Guerra Chiquita; també fou capità general de Cuba i de les illes Filipines.

## Biografia

### Primers anys i guerra del Marroc
Va néixer a Madrid, en el si d'una família acomodada, els seus pares gaudien d'una brillant posició social i econòmica. Era a més nebot del comte de Morphy. Va fer els seus primers estudis a Madrid, Màlaga i Alcoi i després va començar els preparatius per ingressar en l'Acadèmia d'Estat Major, desig que no va poder materialitzar-se per la defunció dels seus progenitors, en primer lloc de la seva mare en 1849 i més tard el del seu pare, en 1858. El dia 20 d'agost de 1858 es va inscriure com a soldat en el regiment Navarra número 25; a primers d'octubre del mateix any va ascendir a caporal segon per elecció i un any després ja era sergent segon.
En esclatar la Guerra del Marroc el llavors sergent Polavieja va acudir amb el seu regiment, que es trobava de guarnició a Valladolid, al teatre d'operacions; el seu baptisme de foc va tenir lloc en la batalla de Wad-Ras, després de la qual rebria el grau de sergent primer i la felicitació personal del general Leopoldo O'Donnell. Acabada la campanya del Marroc va demanar i va obtenir la passada a l'exèrcit de Cuba amb el grau d'alferes, en 1863.

### Tercera guerra carlina

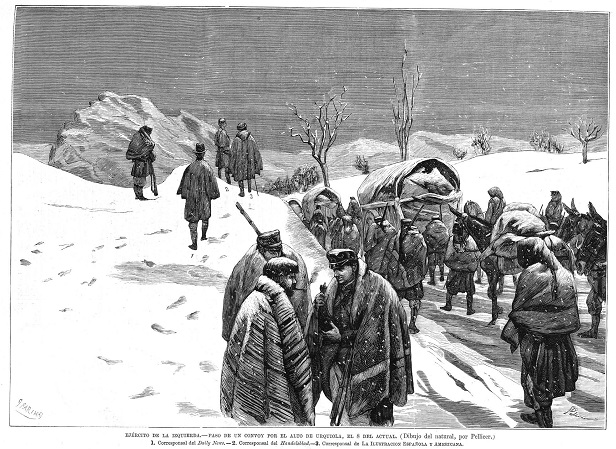
Pas d'un comboi per l'alt de Urquiola, 8 de febrer de 1876, durant la Tercera Guerra Carlina.

Polavieja va participar en la Tercera Guerra Carlina. Durant el desenvolupament de la contesa, al juny de 1872, va aconseguir el grau de tinent coronel, el qual li va ser atorgat pel general Arsenio Martínez-Campos Antón per la seva actuació a València; a més a més, va participar en el setge de Cartagena. Novament a les ordres del general Martínez Campos es va enfrontar en diverses trobades amb les tropes carlistes, especialment amb la columna de Savalls. També va participar en el trencament del setge de Manresa, a més de l'ocupació de la ciutat de Vic. Va continuar amb la campanya al nord formant part del tercer cos de l'exèrcit i després de nombroses operacions va entrar a Bilbao, després de la qual cosa seria recompensat amb l'ascens a coronel, a més de prendre el comandament del batalló de Toledo. Més tard es va posar sota ordres directes del rei Alfons XII per aixecar el bloqueig de Pamplona, després de la qual cosa va participar en la batalla de Treviño i la presa de Salvatierra, a més de protegir el flanc i la rereguarda de l'exèrcit en la marxa d'aquest sobre Mungia; més tard va prendre el pas dels Pagaments i el poble de Peñacerrada, on va derrotar a les tropes carlistes. L'any 1876, després de durs combats, va prendre diverses posicions carlistes, com el fort de San Carlos, i va assistir a la batalla d'Elgeta, després de la qual seria ascendit a brigadier.

### Cuba: Guerra dels Deu Anys i Guerra Chiquita

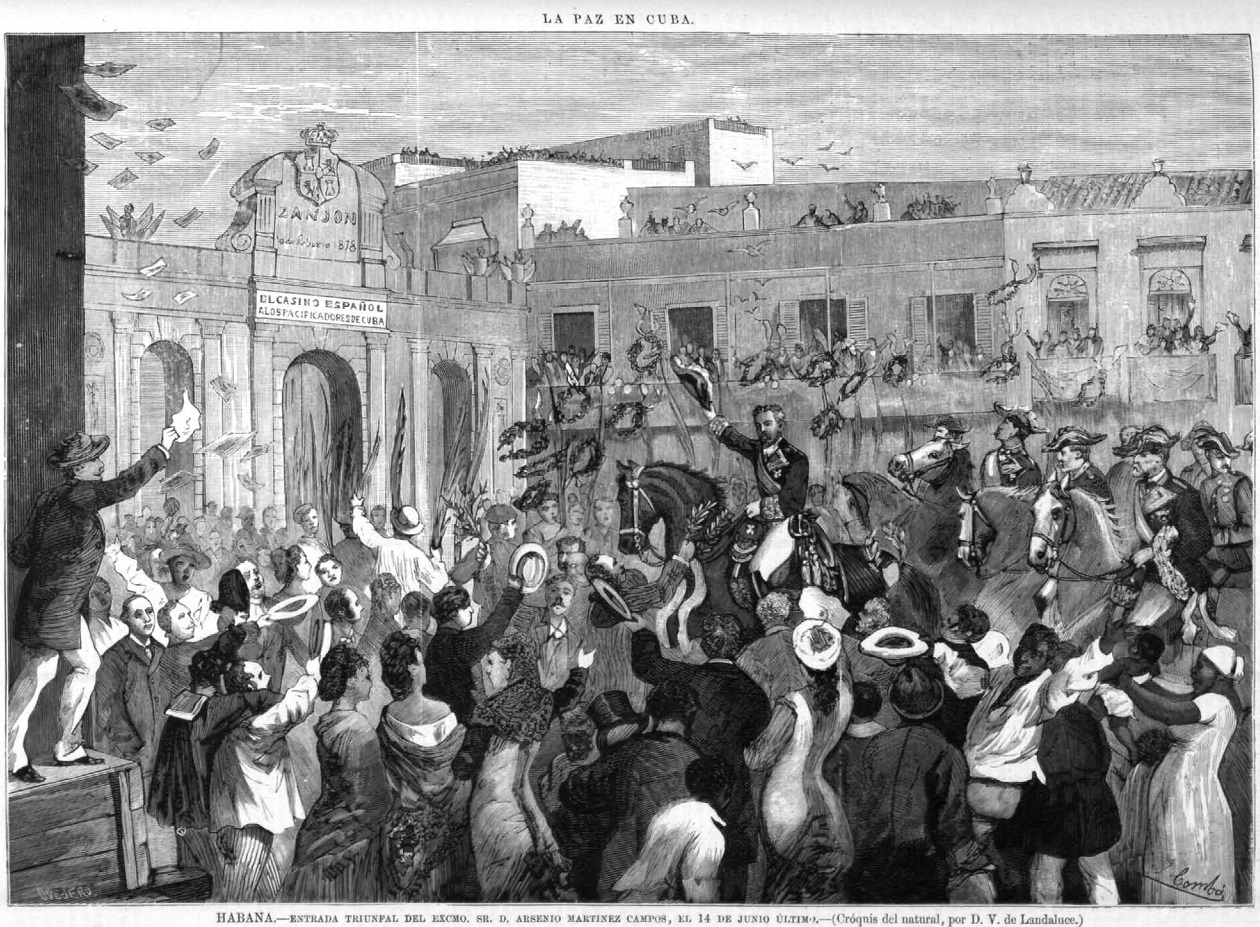
Pau a Cuba, entrada del general Martínez Campos a l' Habana, 1878.

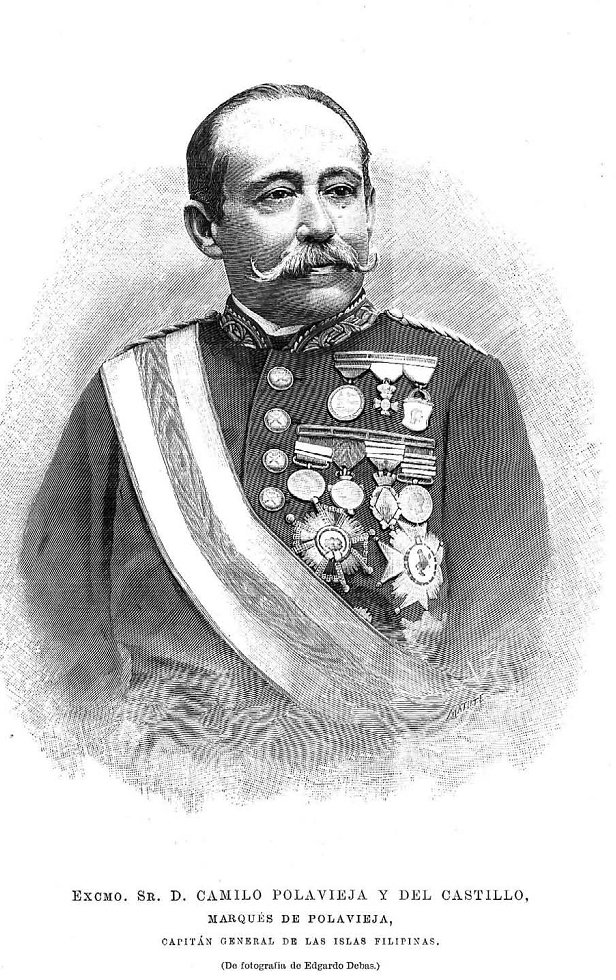
Retrat de Polavieja, a partir de fotografia d'Edgardo Debás, publicat en 1896 a La Ilustración Española y Americana.

Després d'una breu etapa manant la 2a. Brigada de Catalunya i exercint el govern militar de Girona, va ser destinat a Cuba, on va entrar de ple en la Guerra dels Deu Anys. Durant 1877 va combatre els independentistes cubans Pancho Jiménez i Antonio Maceo; es va recompensar el seu procedir amb la concessió de la Gran Creu del Mèrit Militar. En 1878 va obligar el brigadier rebel Emiliano Sánchez a rendir-se amb 44 oficials i tota la seva partida. El 17 de juliol va ser ascendit a mariscal de camp i nomenat comandant general i governador de la província de Puerto Príncipe. L'any següent va ser nomenat governador de Santiago de Cuba. Va posar fi a més a l'anomenada «Guerra Chiquita», en la qual Polavieja va fer especial èmfasi a insistir en el «caràcter negre» de les revoltes, intentant minimitzar enfront de l'opinió pública el suport dels blancs al moviment i fent del conflicte a l'illa una suposada «guerra de races». Existeix la versió que la taxativa actuació del general Polavieja va impedir la pacificació de la regió.
En 1882 va tornar a la península i va passar a exercir nombrosos càrrecs, entre ells el de conseller del Consell Suprem de Guerra i Marina o el de capità general d'Andalusia, càrrec que va ostentar fins a gener de 1888. El 19 o 21 de març de 1885 es va casar amb María de la Concepción Castrillo y Medina, de família sevillana, anomenada també Concepción Benjumea de Polavieja en algunes fonts. El més gran dels seus fills —de nom Alfonso i fundador el 1916 del periòdic La Nación— va néixer l'11 de gener de 1887; Polavieja va tenir almenys dos fills més, anomenats Camilo i Ángeles.

### Governador general de Cuba
El 20 d'agost de 1890 va ser nomenat governador general de Cuba, després de la dimissió de José Chinchilla. Només arribar va procedir amb l'expulsió de l'illa del cap independentista Antonio Maceo, a qui va acusar de racisme i de voler establir una «república negra», declaracions que han estat considerades també com a racistes. La visita de Maceo a Cuba va ser imprevista, fins i tot va arribar a passejar-se per la «Vorera del Louvre» de l'Havana, símbol de les classes altes criolles de raça blanca a l'illa i a tenir una entrevista amb el bandoler Manuel García Ponce, el «Rei dels camps», abans de ser deportat per Polavieja. Durant el seu mandat com a governador, Polavieja va seguir una política de «mà dura», repressiva, amb l'oposició del Partit Liberal de Cuba i una persecució del bandolerisme —al que relacionava amb els moviments independentistes, i contra el qual va dur a terme una campanya que va donar com a resultat la captura de 164 «bandits, còmplices i encobridors»—, els republicans, el moviment obrer, el protestantisme i la maçoneria; va intentar retallar la llibertat de premsaalhora que va influir fortament en la Unió Constitucional —espanyolista—, de la qual va pretendre erigir-se en «cap natural».
Polavieja va criticar l'«oportunisme» de molts autonomistes, encara que mostrava certa inclinació cap a un desenvolupament futur de l'autonomia i independència cubanes i ja en 1892 va mostrar una opinió crítica cap al paper d'Espanya en les colònies, veient també amb temor el creixement de la influència dels Estats Units a la regió. Polavieja defensava una «separació amigable» de Cuba i Espanya, pas previ d'una etapa de major autonomia per a l'illa. Va abandonar el càrrec de governador el 20 de juny de 1892 —es diu que per la negativa del Govern a acceptar els seus suggeriments autonomistes, encara que Polavieja va al·legar motius de salut— i va passar a les mans de Alejandro Rodríguez Arias. Al seu retorn a la península, en 1893, va engegar la revista La Caridad, mitjà de comunicació pertanyent a la Creu Roja Espanyola, que acabaria desapareixent precisament amb la marxa del general a les illes Filipines en 1896, orquestrada per l'arquebisbe Cascajares.

### Capità general de les Filipines

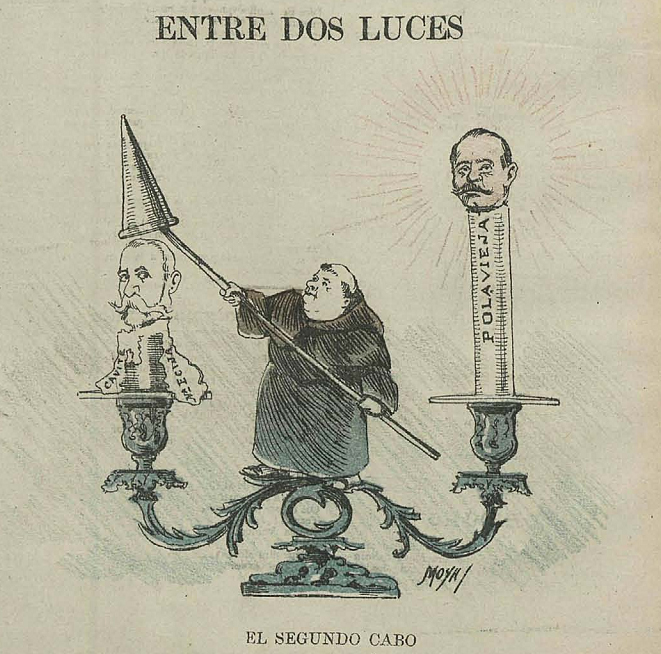
Entre dos luces, Gedeón, octubre de 1896.

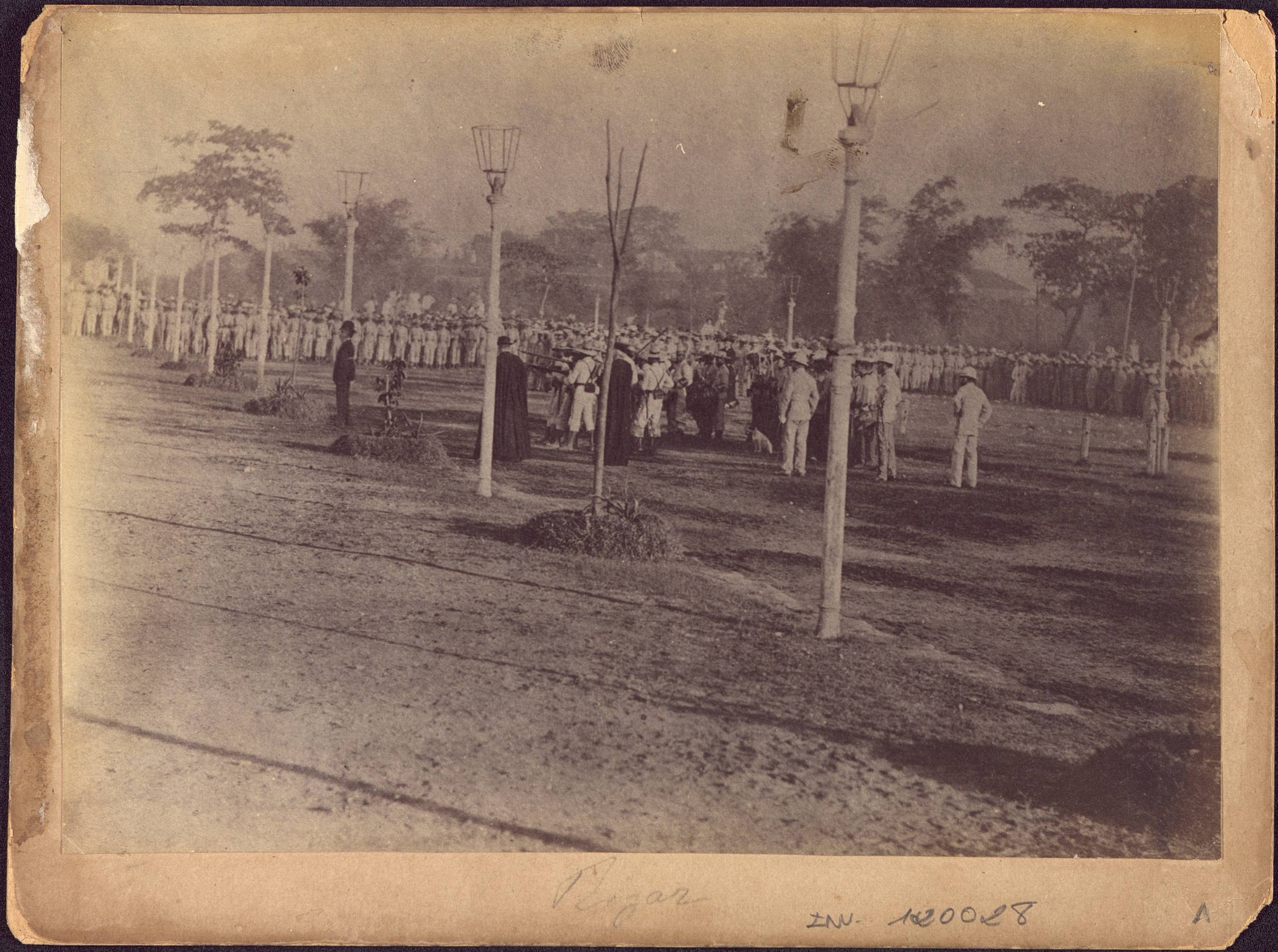
Afusellament de José Rizal, 30 de desembre de 1896.

Després d'embarcar-se a Barcelona en el vapor Alfonso XIII, Polavieja va arribar el 3 de desembre de 1896 a les illes Filipines, per exercir-se en principi com a segon del llavors governador Ramón Blanco y Erenas. No obstant això Polavieja seria nomenat governador general, capità general i general en cap de l'Exèrcit només uns dies després, el 8 de desembre, càrrecs dels quals prendria possessió el dia 13. El seu comandament va ser molt enèrgic, va dominar la insurrecció que havia esclatat a les illes, amb diferents victòries sobre els independentistes.
Una de les seves decisions més importants va ser no concedir l'indult a l'independentista filipí José Rizal, segellant la seva mort. El procés de detenció i judici el va trobar ja iniciat pel seu predecessor en el càrrec, el general Blanco, a qui més tard Polavieja criticaria en la seva correspondència amb la península. S'ha esmentat que en aquesta decisió —considerada per alguns com el seu principal error a les illes, en el context de la Revolució filipina— van poder influir les relacions de Rizal amb la maçoneria, cap a la qual Polavieja manifestava un profund desgrat. En concret Polavieja acusava a aquesta maçoneria de tenir un paper influent en els processos d'emancipació i independentisme de les colònies espanyoles, hipòtesi refutada per altres autors; d'altra banda també s'ha afirmat la possibilitat que el general Polavieja arribés a desaconsellar l'execució de Rizal. Les dures actuacions de Polavieja tant a Cuba com a les Filipines van ser criticades pel maçó Miguel Villalba Hervás.
Durant l'estada del general a les Filipines l'arquebisbe Antonio María Cascajares recolzava i movia fils en la península en favor de Polavieja i la seva carrera política. El 9 de març el general Polavieja va dimitir dels seus càrrecs, argumentant de nou el seu mal estat de salut, encara que també va influir la negativa per part del Govern espanyol —del president Cánovas del Castillo i del ministre de la Guerra, Marcelo Azcárraga Palmero— a destinar més tropes i reforços a les illes; la seva renúncia va ser finalment acceptada el dia 24 de març. El seu successor va ser Fernando Primo de Rivera y Sobremonte, després d'un breu període en el poder de José de Lachambre, que va fer de governador general interí fins a l'arribada de Primo de Rivera, el 23 d'abril.

### Tornada a la península i manifest

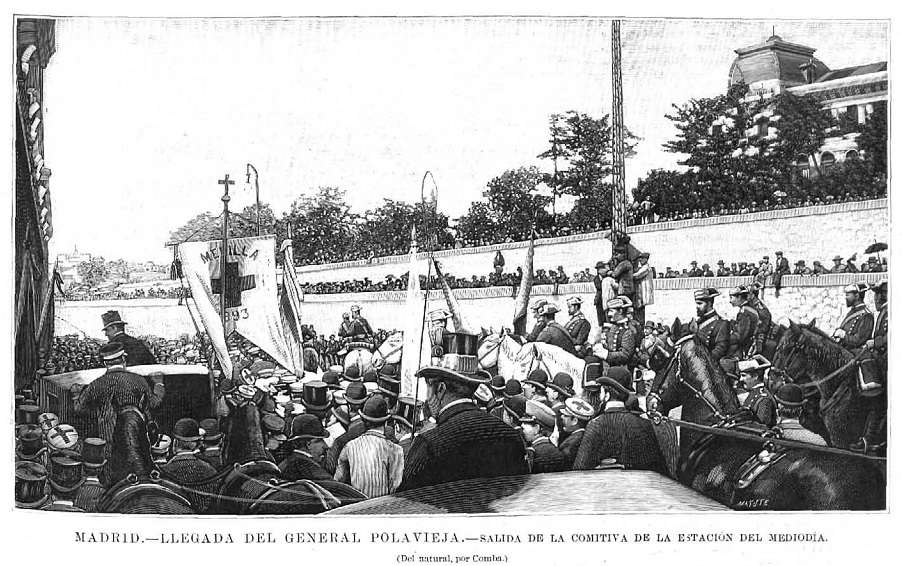
Arribada de Polavieja a Madrid després de la seva estada a les Filipines, estació del Migdia, maig de 1897.

Després de la seva renúncia com a governador general a les Filipines va tornar a la península, on va obtenir una benvinguda oficial per part del periòdic El Imparcial, que ja havia lloat prèviament la seva gestió a les illes. Polavieja era vist en aquells dies com un militar de prestigi per l'opinió pública. Després de desembarcar a Barcelona el dia 13, on prop de 40.000 ciutadans es van congregar per rebre'l —al crit de «visca el general cristià!»— la seva arribada a Madrid va tenir lloc el dia 16 de maig de 1897, comptant també amb el suport d'El Heraldo de Madrid. En aquesta situació es va generar un incident que va acabar coneixent-se com a «crisi de la balconada» en el qual Cánovas i la regent van tenir un petit frec per les atentes salutacions de Maria Cristina a Polavieja des d'una balconada, la qual cosa podia interpretar-se com una demostració de preferències personals d'aquesta cap al general. A la seva tornada també va ser condecorat amb la Creu Llorejada de Sant Ferran. En aquests moments existia cert convenciment que Polavieja estava destinat a encapçalar un nou partit que aspirés a la presidència del Govern, no obstant això la presència d'Cánovas dificultava el sorgiment d'alternatives. El camí es buidaria en ser Cánovas assassinat l'agost del 1897, amb la subsegüent substitució provisional per Azcárraga. Va haver-hi un intens debat dins del Partit Conservador referent a la successió de Cánovas; amb la sortida de Romero Robledo del partit. El govern va passar finalment al Partit Liberal de Sagasta.
Estimulat per l'opinió pública Polavieja es va llançar a la política publicant una carta-manifest el 10 de setembre de 1898, en el periòdic El Heraldo, —després del desastrós estiu de 1898 amb la pèrdua de les possessions espanyoles d'Ultramar, Cuba, Filipines, Puerto Rico i les illes Mariannes— en el qual va proposar Polavieja una política regeneracionista, que pretenia posar fi al «vell i corrupte» sistema turnista de Sagasta i Cánovas. La proposta pretenia realitzar determinades reformes en l'administració pública i una descentralització administrativa que van ser, en part, ben rebudes per alguns sectors de la burgesia catalana, Fou nomenat Ministre de Guerra dimitint uns mesos més tard a conseqüència del Tancament de Caixes. Amb l'objectiu de recaptar suports va crear la «Junta Regional d'Adhesions al Programa del General Polavieja», Amb aquesta finalitat també va intentar atreure's la Unió Catalanista, però aquesta ho va rebutjar perquè l'oferiment li va semblar insuficient.
Polavieja va intentar la construcció d'un partit cristià —descrit per Unamuno com a «partit catòlic-democràtic-militarista (!!!)»— recolzat per Cascajares,encara que finalment el projecte no va prosperar. Hi ha fonts que afirmen que Polavieja no va pensar cap moment en la possibilitat d'establir una dictadura, a causa del seu respecte per la monarquia, tanmateix altres veus que afirmen que va ser només la seva aliança amb Silvela el que va evitar l'indefectible ascens al poder de Polavieja —en aconseguir «integrar-lo en el sistema»— i que la regent Maria Cristina li hauria demanat unir-se a Silvela i formar Govern amb ell.

### Carrera política i últims anys

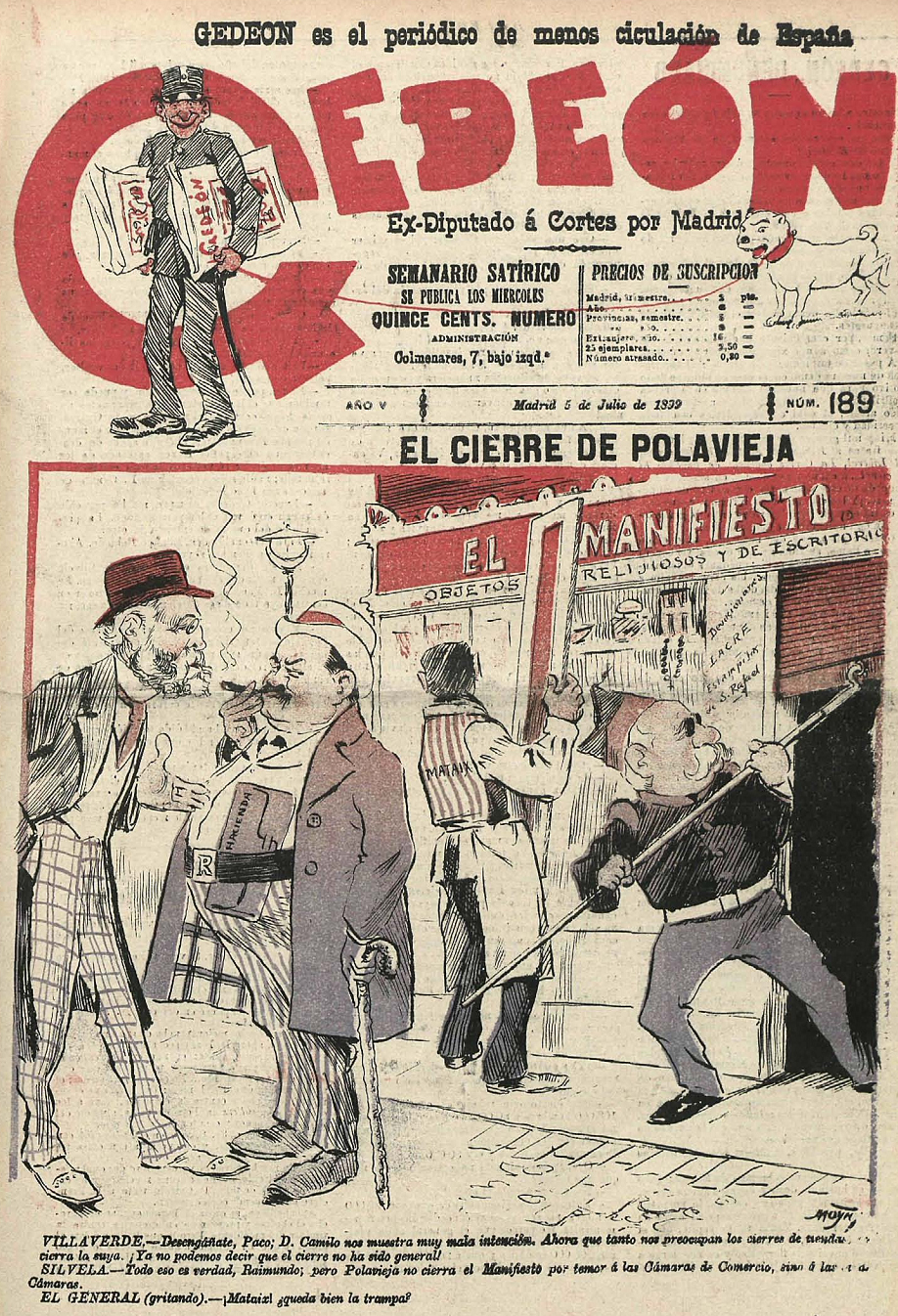
El cierre de Polavieja, il·lustració publicada a Gedeón al juliol de 1900, en la qual també apareixen Francisco Silvela i Raimundo Fernández Villaverde.

En el seu ascens polític Polavieja va comptar amb el suport de la burgesia i empresaris catalans, als quals va prometre reformes polítiques en la línia d'una major descentralització de l'Estat, a més d'un concert econòmic similar al del País Basc en 1876, major independència fiscal i respecte de les seves institucions. Va ser nomenat ministre de Guerra al Govern de Francisco Silvela del 4 de març de 1899, però el mateix any va dimitir per les retallades pressupostàries a l'exèrcit establerts pel llavors ministre d'Hisenda Raimundo Fernández Villaverde, qui també va elevar la pressió fiscal sobre Catalunya donant lloc a l'anomenat tancament de caixes. José Andrés-Gallego escull les següents línies per simbolitzar la marxa de Polavieja:
| «    | «Se'n del ministeri sol, completament sol, acomiadat com un hoste molest, com un criat els serveis del qual no considera útils l'amo que li paga, sense produir en la seva caiguda la més lleugera commoció, sense que ningú el saludi al pas agitant en l'aire un mocador». | » |
| — () | |   |

El 1904, en crear-se l'Estat Major Central de l'Exèrcit, Antoni Maura —aleshores president del Govern— a proposta del ministre de la Guerra, Arsenio Linares, va presentar al rei la candidatura del general Loño per a la prefectura del nou Estat Major. El rei Alfons XIII es va negar a acceptar el nomenament de Loño i molt probablement influït per la seva mare, que tenia en gran estima Polavieja, va nomenar-lo cap de l'Estat Major. El nomenament de Polavieja va tenir com a conseqüència la caiguda del primer Govern maurista, qui va presentar la seva renúncia.
El 1906 va ser nomenat president del Consell Suprem de Marina i Guerra. El 1910 va actuar com a ambaixador d'Espanya a Mèxic durant la celebració del centenari de la independència d'aquesta nació i va retornar al Govern de Porfirio Díaz diferents objectes capturats com a botí de guerra a José María Morelos gairebé un segle enrere. En aquest mateix any va ser nomenat capità general de l'Exèrcit. Polavieja va ser també membre de la Reial Acadèmia de la Història, amb la medalla 34, de la que en va prendre possessió el 28 de gener de 1912 i que ostentaria fins a la seva mort dos anys després. Polavieja va morir el divendres dia 15 de gener de 1914. Se'n va anar al llit a les 4:00 AM i es trobava malament, després d'haver estat jugant al solitari; a les 5:00 AM va tenir un col·lapse o un atac de disnea i moriria mitja hora més tard, rodejat de la seva dona i alguns dels seus fills. Fou enterrat el matí del 17 de gener —durant l'enterrament va caure una nevada abundosa— en la Sacramental de Santa María.

## Condecoracions

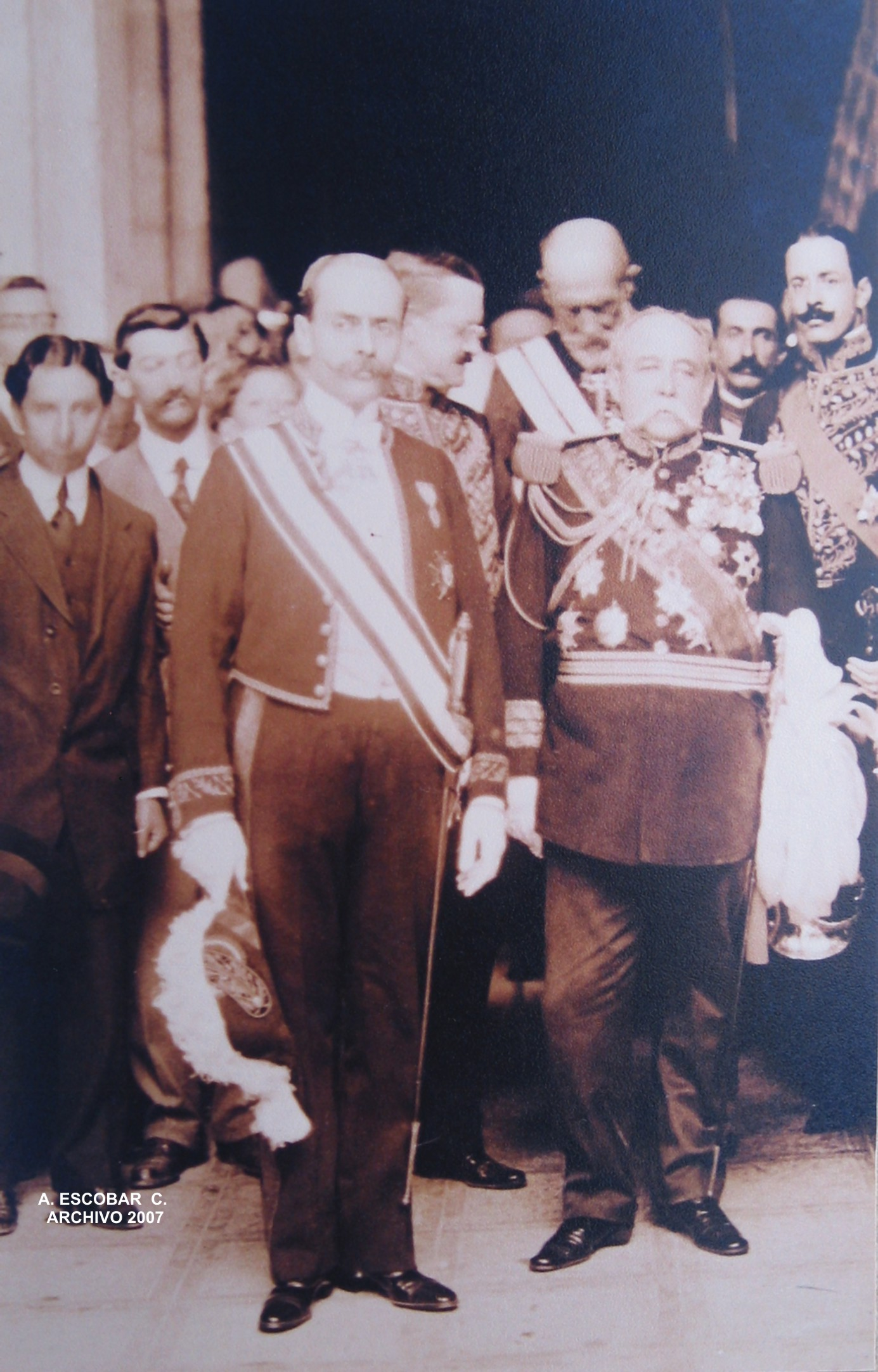
Polavieja —a la dreta de la imatge— rebut a Mèxic amb motiu del centenari de la seva independència.

| - Creu i gran creu vermella del Mèrit Militar. - Medalla d'Alfonso XII amb els passadors Pamplona, Treviño, Elgueta i Oria . - Cavaller del collaret de l'Orde de Carles III. - Cavaller gran creu de l'Orde d'Isabel la Catòlica. - Cavaller gran creu de l'Orde de Sant Hermenegild. - Cavaller gran creu de l'Orde de la Corona d'Itàlia. - Gran creu Laureada de Sant Ferran. - Medalles de les Filipines i de lleials voluntaris d'aquell arxipèlag. - Cavaller gran creu de l'Orde d'Avís. | - Medalla d'or de la casa de S. M. El Rei. - Medalla de plata commemorativa de la regència. - Creu de primera classe de la Creu Roja de Sèrbia. - Cavaller gran creu de l'Orde de Sant Jaume de l'Espasa. - Medalla commemorativa de la proclamació de Nostra Senyora de Monserrat com a Patrona dels Sometents catalans. - Gran Creu de la Creu Roja de Rússia. - Medalla commemorativa de la guerra rus-japonesa. - Medalla commemorativa de la societat Creu Roja de Roma. | - Medalla commemorativa dels Setges de Saragossa. - Medalla d'or al mèrit, de Xile. - Medalla al mèrit del Setge de Girona. - Cruz al mèrit de l'Estat, Mèxic. - Cruz de l'orde teutònic, d'Àustria-Hongria. - Medalla commemorativa del lloc d'Astorga. - Gran Creu de Danilo I, de Montenegro. - Gran Creu de l'Àguila Blanca de Sèrbia. - En 1895 se li va concedir el marquesat de Polavieja. |